# 藪地島
26°19′10″N 127°55′24″E / 26.31944°N 127.92333°E
藪地島（日语：／ Yabuchi-jima、琉球語：／ ）是沖繩縣宇流麻市所屬的一個無人島。
藪地島位於勝連半島東側，與沖繩島以藪地大橋相連。面積0.62平方公里。大約300年前起有人。現在島上一部份是農田，本島的住民從事農業。島上有許多Trimeresurus flavoviridis，島南岸密集生活著琉球傘藻。